# Управљање производима
Управљање производима правилан је приступ управљању утицајима различитих производа и материјала на животну средину у различитим фазама њихове производње, употребе и одлагања. Према све већем броју позитивних прописа  они који су укључени у производњу, продају, употребу и одлагање производа имају заједничку одговорност да осигурају да се тим производима или материјалима управља на начин који смањује њихов утицај на животну средину,  здравље и безбедност људи током њиховог животног циклуса.
У многим земљама оснивају се национални инвестициони фонд за управљање производима, који пружају финансијску подршку за успостављање нових аранжмана управљања производима или побољшање постојећих.

## Опште информације
Свако ко увози, дизајнира, производи, продаје, користи и одлаже производе има заједничку одговорност да смањи утицај тих производа на животну средину и здравље људи и безбедност.
Шеме управљања производима подржавају еколошки прихватљиво управљање производима и материјалима током њиховог животног века. Ово укључује управљање производом и на крају њиховог корисног века трајања. Наведен обавезе могу бити:
- добровољне,
- обавезне,
- подељене са индустријом.

Примери доброг управљања производом су када:
- људи рециклирају производе и њихову амбалажу,
- компаније дизајнирају своје производе за лакшу рециклажу,
- компаније користе више рециклираних материјала и мање ресурса за производњу својих производа,
- компаније ограничавају употребу опасних материја које њихови производи садрже.

## Обавезе произвођача и корисника производа
Овај приступ се фокусира на сам производ, а сви који су укључени у животни век производа су позвани да преузму одговорност за смањење његовог утицаја на животну средину, здравље и безбедност.
За произвођаче, ово укључује планирање, и ако је потребно, плаћање рециклирања или одлагања производа на крају његовог корисног века трајања. Ово произвођачи могу постићи, делимично, редизајнирањем производа како би се користило мање штетних супстанци, како би били издржљивији, вишекратни и рециклажни, као и да би производи били од рециклираних материјала. За трговце на мало и потрошаче, ово значи преузимање активне улоге у обезбеђивању правилног одлагања или рециклирања производа на крају животног века.
Они који  заговарају правилно управљање произвима забринути су за касније фазе животног циклуса производа и свеобухватан исход целог производног процеса, и сматрају да је то важан предуслов за стриктно тумачење услужне економије (фиктивног, националног, правног) односа "роба" и "производ".
Најпознатији пример је закон о контејнерима. Накнада се плаћа за куповину боце, одвојено од накнаде за куповину онога што садржи. Ако се боца врати, накнада се враћа, а добављач мора вратити боцу на поновну употребу или рециклажу. У супротном, прикупљена накнада се може искористити за плаћање мера контроле депоније или смећа. Такође, пошто исту накнаду може да наплати свако ко пронађе и врати боцу, уобичајено је да их људи сакупљају и враћају као средство преживљавања: то је прилично уобичајено, на пример, међу бескућницима у градовима САД.
Међутим, принцип се примењује веома широко, осим за боце и на фарбање и аутомобилске делове као што су гуме. Приликом куповине боје или гума на многим местима, истовремено се плаћа и одлагање токсичног отпада који они наконупотребе постану. У неким земљама, као што је Немачка, закон захтева да се води рачуна о свеобухватном исходу целокупног вађења, производње, дистрибуције, употребе и отпада производа, и сматра да су они који профитирају од њих правно одговорни за било који исход на том путу. Ово је такође тренд у Великој Британији и ЕУ уопште. У Сједињеним Америчким Државама, у којима је овај проблем суочен са групним тужбам које покушавају да компаније сматрају одговорним за утицај њихових производа на животну средину. До сада, као што су судски спорови или предложене рачуноводствене реформе, као што је рачуноводство по пуном трошку, нису задобиле много пажње за концепт управљања производом у Сједињеним Америчким Државама изван домена академских и корпоративних односа с јавношћу (подсмешљиво названо „зелено прање“).
Приступ на страни потражње, етички конзумеризам, подржан едукацијом потрошача и информацијама о утицајима на животну средину, може се приближити неким од истих исхода као и управљање производом.
| Принципи                | Управљање производима |
| ----------------------- | --- |
| Одговорност произвођача | - Сви произвођачи који продају покривени производ у држави одговорни су за дизајнирање, управљање и финансирање програма управљања који се бави утицајима на животни циклус њихових производа, укључујући управљање на крају животног века. - Произвођачи имају флексибилност да испуне ове одговорности нудећи сопствени план или учествујући у плану са другима. - У решавању управљања на крају животног вијека, сви програми управљања морају финансирати сакупљање, транспорт и одговорну поновну употребу, рециклирање или одлагање обухваћених производа. - Оквирно законодавство захтева да програми управљања обезбеде да се свим производима обухваћеним програмом управљања управља на еколошки прихватљив начин. - Програми управљања морају бити у складу са другим државним законима о одрживости, укључујући и оне који се баве смањењем гасова стаклене баште и хијерархијом управљања отпадом. - Програми управљања обухватају извештавање о коначном одлагању (тј. поновној употреби, рециклажи, одлагању) производа којима се управља у оквиру програма управљања, укључујући све производе или материјале извезене за прераду. |
| Заједничке одговорности | - Продавци на мало продају само покривене производе од произвођача који су у складу са захтевима управљања. - Државне и локалне власти раде са произвођачима и трговцима на мало на едукацији јавности о програмима управљања. - Потрошачи су одговорни за коришћење система поврата које су поставили произвођачи или њихови заступници. |
| Управљање               | - Влада поставља циљеве и стандарде учинка након консултација са заинтересованим странама. Сви програми унутар категорије производа су одговорни за исте циљеве и стандарде учинка. - Влада омогућава произвођачима флексибилност да одреде најефикаснија средства за постизање циљева и стандарда учинка. - Влада је одговорна за обезбеђивање једнаких услова за игру спровођењем захтева да сви произвођачи у категорији производа учествују у програму управљања као услов за продају свог производа у јурисдикцији. - Категорије производа које су потребне за програме управљања се бирају коришћењем процеса и приоритета утврђених оквирним законодавством. - Влада је одговорна за осигурање транспарентности и одговорности програма управљања. Произвођачи су одговорни и влади и потрошачима за обелодањивање еколошких исхода. |
| Финансирање             | - Произвођачи финансирају своје програме управљања као општи трошак пословања, кроз интернализацију трошкова или повратом трошкова кроз аранжмане са својим дистрибутерима и продавцима на мало. Накнаде на крају животног века нису дозвољене. |
| Заштита животне средине | - Оквирно законодавство треба да се бави дизајном производа за заштиту животне средине, укључујући смањење извора, могућност рециклирања и смањење токсичности обухваћених производа. - Оквирно законодавство захтева да програми управљања обезбеде да се свим производима обухваћеним програмом управљања управља на еколошки прихватљив начин. - Програми управљања морају бити у складу са другим државним законима о одрживости, укључујући и оне који се баве смањењем гасова стаклене баште и хијерархијом управљања отпадом. - Програми управљања обухватају извештавање о коначном одлагању (тј. поновној употреби, рециклажи, одлагању) производа којима се управља у оквиру програма управљања, укључујући све производе или материјале извезене за прераду. |